# Diagnostic plomb
Le diagnostic plomb permet d'évaluer les risques d'exposition au plomb que l'on peut rencontrer dans les parties privatives d'une habitation ainsi que dans les parties communes d'un immeuble. Il est imposé de réaliser ce diagnostic immobilier lors de la vente d'un bien à usage d'habitation construit avant le 01/01/1949. Il doit être réalisé sur les parties privatives et communes.
À noter que d'autres diagnostics peuvent être réalisés dans d'autres cas afin de protéger les acquéreurs ou les travailleurs : 
- Diagnostic plomb dans l'eau
- Diagnostic plomb avant travaux

## Législation
Le diagnostic plomb découle des articles L. 1334-5 à L.1334-8 du code de la santé publique, et du décret n°2006-474 du 25 avril 2006. 
S'y sont ajoutés les articles L1334-7 et L1334-7 du code de la santé publique concernant les parties communes et les immeubles locatifs.
Ce diagnostic devra figurer dans le Carnet numérique d'entretien et de suivi du logement quand ce dernier entrera progressivement en vigueur (à partir de janvier 2017).

## Utilité
Le plomb est présent dans les anciennes peintures, utilisées couramment auparavant, certaines tapisseries et feuilles servant à protéger les parties habitables de l'humidité et certaines canalisations. 
L'ingestion de plomb provoque une maladie très grave, le saturnisme. 

## Validité du diagnostic
Le diagnostic plomb, nommé « constat de risque d’exposition au plomb » ou CREP, doit être joint à l'acte authentique de vente par le vendeur. Sa validité est de 1 an dans le cadre de la vente du bien immobilier et de 6 ans s'il s'agit d'une location.
Si aucune trace de plomb n'est détectée, le rapport du diagnostic est valable à vie.
Le CREP est réalisé avec la norme NFX 46-030 et/ou l'arrêté du 19 août 2011 relatif au constat de risque d'exposition au plomb et est défini par les articles L.1334-5 à 10 code de la santé publique et R 1334-10 à 12

## Intervenant
C'est un technicien, plus communément appelé diagnostiqueur, qui doit effectuer ce diagnostic pour être valable et utilisable pour la vente ou la location d'un bien.

## Recours
Si le diagnostic n'a pas été effectué lors de la vente du bien, le vendeur peut être poursuivi en justice. L'acheteur possède un délai de deux ans à compter de la signature de l'acte de vente pour recourir à une action en justice. Dans le cas où le diagnostic porte sur les parties communes d'un immeuble, c'est la responsabilité du syndic qui peut être engagée.